# Limnichus angustulus
Limnichus angustulus är en skalbaggsart som beskrevs av Julius Weise 1877. Limnichus angustulus ingår i släktet Limnichus och familjen lerstrandbaggar. Inga underarter finns listade i Catalogue of Life.